# Eleutherotheca quadripunctata
Eleutherotheca quadripunctata är en insektsart som beskrevs av Willy Adolf Theodor Ramme 1929. Eleutherotheca quadripunctata ingår i släktet Eleutherotheca och familjen gräshoppor. Inga underarter finns listade i Catalogue of Life.